# Carolin Weiß
Carolin Weiß (13 de abril de 1993) es una deportista alemana que compite en judo.
Ganó una medalla de bronce en el Campeonato Europeo de Judo de 2017 y una medalla de oro en el Campeonato Europeo de Judo por Equipo Mixto de 2018.

## Palmarés internacional
| Campeonato Europeo                  | Campeonato Europeo    | Campeonato Europeo | Campeonato Europeo |
| Año                                 | Lugar                 | Medalla            | Categoría          |
| ----------------------------------- | --------------------- | ------------------ | ------------------ |
| 2017                                | Varsovia (Polonia)    | Medalla de bronce  | +78 kg             |
| Campeonato Europeo por Equipo Mixto |                       |                    |                    |
| Año                                 | Lugar                 | Medalla            | Categoría          |
| 2018                                | Ekaterimburgo (Rusia) | Medalla de oro     | Equipo mixto       |